# Sa e shitë zemrën
Sa e shitë zemrën är en låt, framförd som en duett, med den albanska sångerskan Juliana Pasha, och sångaren Luiz Ejlli. Låten är komponerad av artisten och kompositören Pirro Çako.
Låten tävlade i Kënga Magjike 12, framförd i en duett med Juliana Pasha och Luiz Ejlli. Där vann Pasha och Ejlli finalen med två poängs marginal ner till tvåan (och även låtens kompositör) Pirro Çako. Låttiteln betyder på svenska ungefär Hur mycket sålde du ditt hjärta. Låten handlar om svagheten i den mänskliga naturen, och om att glömma den verkliga anledningen till livet, kärleken.
Låtens refräng:
| ” | Jo nuk ka gjithmone vetem dite me shi Ka edhe dite me diell kur nuk je me ti Kush shpeton I gjalle behet me I forte tani Arratisja jote me befasoj, koha ty sekretin do ta zbuloj Sa e shite zemrën une se di Nuk kam se si ta di, sa e shite zemrën, zemër Koha do ta thote, nje dite | „ |